# 替拉曲可
替拉曲可，英文：Tiratricol （也称为：替拉曲考，TRIAC或三碘甲状腺乙酸），是一种甲状腺激素类似物。三碘甲状腺乙酸也是一种生理性甲状腺激素，它以低浓度存在于正常生物体中。

## 用途
它适用于治疗甲状腺激素抵抗综合征，并与左旋甲状腺素联合用药以抑制甲状腺癌患者促甲状腺激素的产生。
它已被研究用于减少甲状腺肿。 
它还显示出在减少使用皮质类固醇时引起的萎缩方面的一些效果。 
替拉曲可也以各种商品名作为减肥辅助剂被广泛销售。1999年和2000年，美国食品药品监督管理局和加拿大卫生部均就使用含有替拉三醇的膳食补充剂向公众发出警告。

## 法律状态
替拉曲可未获准在加拿大或美国境内销售。它曾在巴西市场获得批准，后上市许可于2003年被暂停，实际上禁止其在市场上销售。 替拉曲可在法国仍可用于治疗甲状腺激素抵抗和甲状腺癌的辅助治疗。替拉曲可是一种孤儿药，需要由欧洲的注册医师开具处方。